# 5019 Erfjord
5019 Erfjord è un asteroide della fascia principale. Scoperto nel 1979, presenta un'orbita caratterizzata da un semiasse maggiore pari a 2,4268352 UA e da un'eccentricità di 0,0738802, inclinata di 5,56676° rispetto all'eclittica.
L'asteroide è dedicato all'omonima scuola nella città di Suldal in Norvegia che è risultata tra le migliori tre in Norvegia per l'insegnamento dell'astronomia nel 2009 nell'ambito delle manifestazioni per l'Anno internazionale dell'astronomia.